# Gaïta
 (avril 2024).
Si vous disposez d'ouvrages ou d'articles de référence ou si vous connaissez des sites web de qualité traitant du thème abordé ici, merci de compléter l'article en donnant les références utiles à sa vérifiabilité et en les liant à la section « Notes et références ».
La gaïta ou gaida (gaita en espagnol, galicien et portugais) est un instrument de musique à vent, plus précisément une cornemuse ayant généralement un seul bourdon dont il existe plusieurs variantes en Europe, et en Amérique latine.
Le terme gaita peut s'appliquer à d'autres instruments à vent (hautbois notamment, zurna, mais aussi des flûtes) mais dans la plupart des langues de la péninsule Ibérique le mot gaita signifie de façon générique « cornemuse » et s'applique à tout type de cornemuse, si bien qu'on emploie les termes spécifiques de : gaita-de-foles pour la principale cornemuse du Portugal ; gaita galega (galicien) pour la cornemuse traditionnelle de Galice, toutefois gaita galega est une appellation normée de la langue galicienne, certains musiciens et associations utilisent le terme gaita do fol ; gaita asturiana (espagnol) pour la cornemuse traditionnelle des Asturies, etc. Certaines cornemuses traditionnelles de la péninsule ibérique portent des appellations où le mot gaita (cornemuse) n'intervient pas. Il en va ainsi de la cornemuse de Catalogne, le sac de gemecs.
La gaïda est une cornemuse similaire de Grèce, des Balkans, de Slovaquie, Moldavie et Roumanie où elle est aussi connue sous les noms de gazia, gaidha', gajdy, gajda, gajde, kaida et cimpoï. Bien des variantes se rencontrent dans ces pays et en Europe centrale.

## Terminologie
Le nom gaïda vient d’égida, la chèvre en grec antique, et s'est transmis dans tout le bassin méditerranéen, jusqu'en Afrique du Nord (ghita, ghiata). 

## Gaïtas ibériques

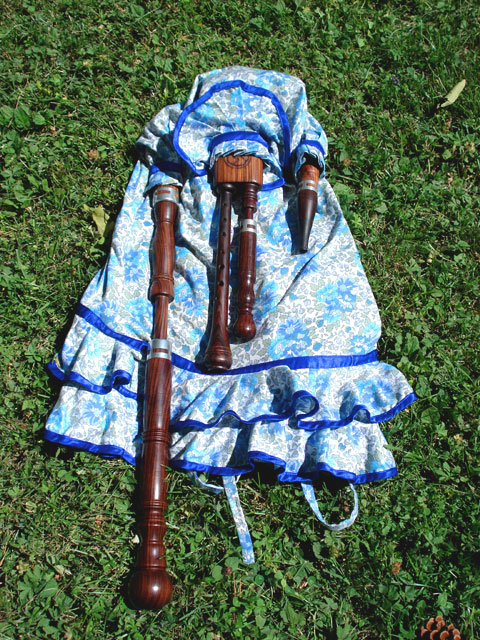
Gaita de boto, cornemuse aragonaise.

### Gaïta aragonaise
La gaïta aragonaise (ou gaita de boto) est la cornemuse du folklore aragonais. 

### Gaïta asturienne

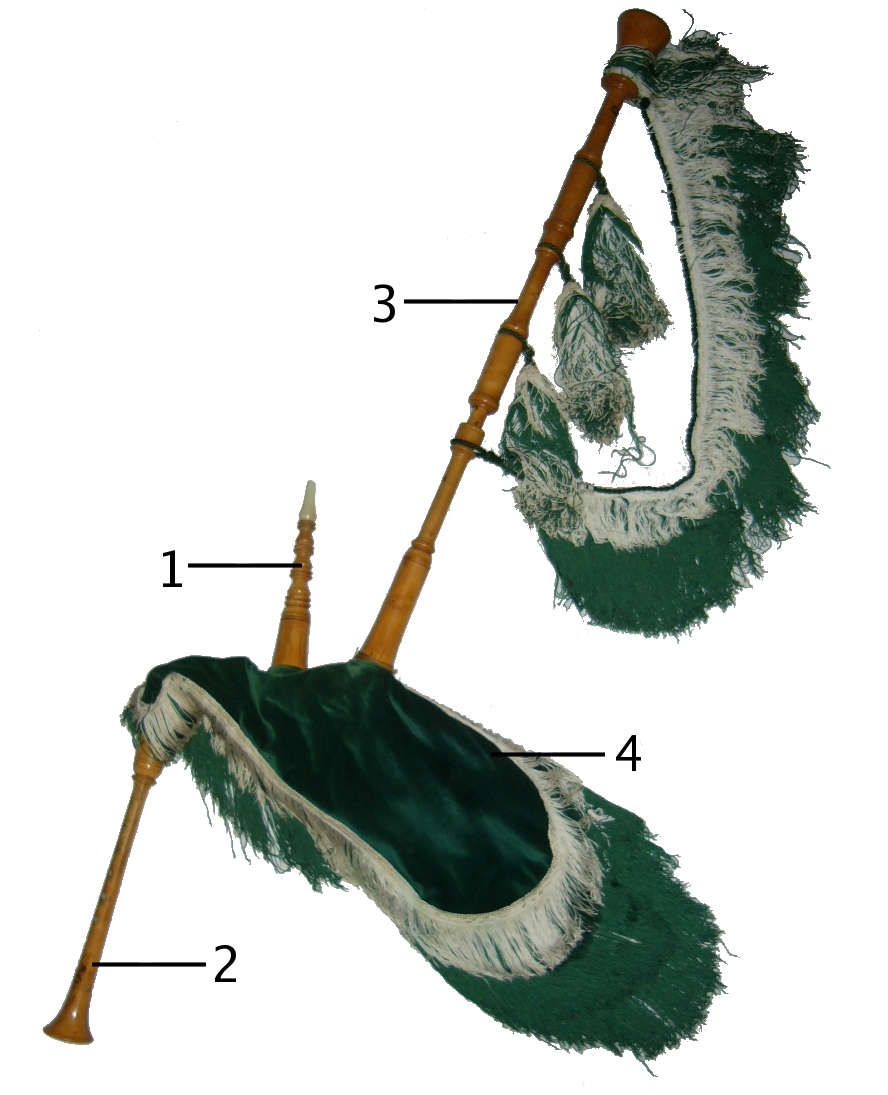
Gaïta asturienne (1 : bouffoir, 2 : chalumeau, 3 : bourdon, 4 : poche).

la gaïta asturienne est aussi nommée gaita de odre ou gaita asturiana. José Ángel Hevia, asturien, qui interprète notamment Busindre reel (album « Tierra de Nadie » 1998) et a créé une gaita MIDI (électronique) basée sur la gaïta asturienne. D'autres musiciens du genre comprennent : Fernando Rubio du groupe de rock Dixebra, José Manuel Tejedor et le groupe Banda Gaites Camín de Fierro.

### Gaïta galicienne
La cornemuse traditionnelle de Galice (gaita galega ou gaita do fol) (dont il existe plusieurs variantes, décrites ci-dessous) est utilisée en Galice, dans certaines zones de la  province de León et au nord du Portugal entre le Douro et le Minho. Tous les sonneurs  de musique traditionnelle galicienne n'utilisent pas la gaita galega. Par exemple la Real banda de gaitas de Orense, qui a défilé plusieurs fois à New York pour la fête de la Saint-Patrick, a introduit de nouvelles cornemuses inspirées des cornemuses irlandaise et écossaise. Il existe en Galice deux courants, en particulier dans les fanfares, celui qui utilise des modèles issus de la gaita do fol et celui qui utilise les modèles d'origine irlandaise et/ou écossaise.  
Elle est formée d'un tuyau conique à anche double (comme le hautbois) permettant d'exécuter la mélodie - le chalumeau - ainsi que d'un bourdon cylindrique (ronco) à anche simple avec pavillon en forme de calice jouant une note grave continue. Elle comprend parfois un bourdon sortant latéralement de l'instrument (ronqueta), voire deux sur certains modèles (ronqueta + chillón). Elle existe essentiellement en trois types : en si bémol, en do et en ré, mais il n'est pas rare de trouver des instruments accordés en la ou en sol.
Les musiciens connus comme sonneurs comprennent : Cristina Pato, Carlos Núñez, Xosé Manuel Budiño, et Susana Seivane.

### Gaïta portugaise

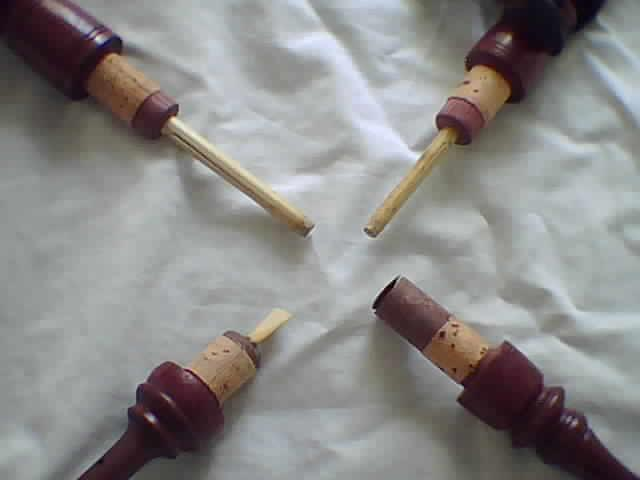
Anches et valve d'une gaïta portugaise à deux bourdons.

La gaïta portugaise, ou gaita de foles (prononcer gaïta-dfolej), ressemble à ses voisines de l'Espagne du Nord-Ouest. L'expression de foles désigne bien la cornemuse puisque fole signifie « outre » ou « sac ». C'est par excellence la cornemuse traditionnelle du Portugal. Elle se présente avec un tuyau mélodique de perce conique à anche double assez long, percé de 8 trous de jeu dont un postérieur, plus un grand bourdon d'épaule à anche simple et perce cylindrique.
Le sonneur était un personnage essentiel à la vie festive du village. Il jouait la ronda dans la nuit d'une veille de fête ou de mariage, et faisant le tour du village, jouait ensuite l'alvorada pour réveiller les gens et annoncer la fête. Puis il accompagnait le cortège se dirigeant à l'église, et dans celui de mariage, était présent depuis l'accompagnement du fiancé, la recherche de la fiancée chez ses parents, le départ pour l'église, et enfin, au bal qui s'ensuivait. La gaita se jouait avec le tambour caixa.
Dans la période contemporaine, dans la région de Miranda (nord-est), la gaita de foles est l'objet d'études et de collectage auprès des anciens. Un projet de reconstruction et de modélisation des cornemuses traditionnelles ancestrales a été mis sur pied afin que les jeunes Portugais qui le désirent puissent jouer d'un instrument « authentique », car, faute de mieux, certains jouaient la musique locale sur des cornemuses galiciennes, pas toujours adaptée au spécificités de la musique mirandaise.

### Gaïta mirandaise
La gaïta mirandaise, ou gaïta-de-foles transmontana, est la cornemuse du pays traditionnel Trás-os-Montes au Portugal.

## Gaïdas balkaniques
En Bulgarie, Serbie, Macédoine, Albanie et Grèce, le sac est traditionnellement constitué d'une peau de chèvre, bourdons et hautbois étant montés à l'emplacement des pattes et du cou de l'animal.

### Gaïda grecque

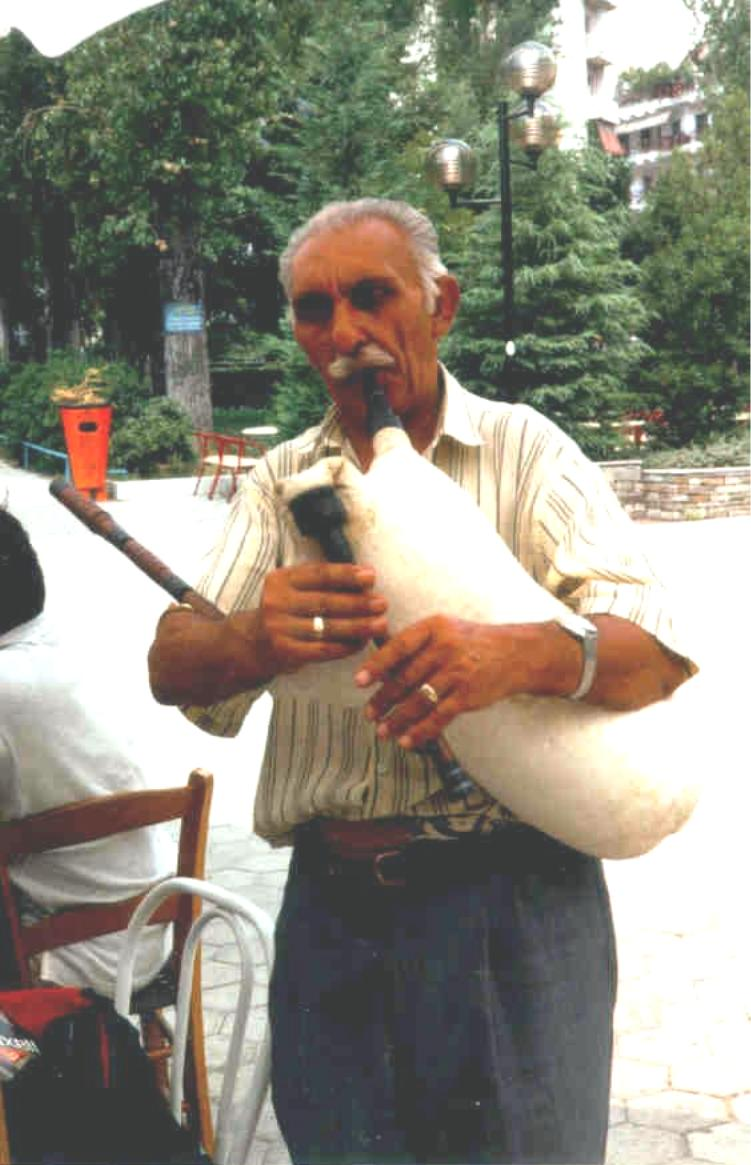
Joueur de gaïda grecque.

Cette cornemuse continentale est à distinguer de la tsambouna rencontrée dans les îles grecques. Elle est fabriquée par le musicien lui-même. Insérés dans une peau de chèvre, ou de mouton, retournée, il y a le tuyau mélodique (gaitanitsa - a 25 cm de long et 7 trous + 1 petit d'accord, à l'index gauche), le bourdon (isocrates, zoumar ou basso - composé de trois pièces de bois (amandier ou abricotier) insérées l'une après l'autre, long de 70 cm), et le bouffoir (à la perce soit droite soit conique, en bois d'olivier, os ou roseau, de 15 cm de long). Il y a souvent des anneaux d'os (ou des appliques de plomb ou d'argent) décoratifs qui enserrent le bourdon afin d'éviter les craquements.
On en joue debout, le bourdon reposant sur l'épaule ou coincé sur le bras ; très rarement on le laisse pendre. L'échelle est diatonique, et on y joue la musique folklorique, notamment les danses. Elle se joue en solo ou accompagnée du tambour davul.
Yannis Dobridis en est un musicien autodidacte réputé.

### Gaïda slave et albanaise
Sous le nom de gaida ou gajda, elle est retrouvée en Bulgarie et Macédoine, en solo, en duo (avec violon) ou en ensemble, accompagnant les danses. Il en existe trois types : la dzura gajda ou trakiyska gajda, la kaba gajda (ou rodopska gajda) et la makedonska gajda. Toutes les trois sont à anches simples (appelées piskun), pour le tuyau mélodique et le bourdon, qui sont les deux seuls tuyaux de jeu. Leurs réservoirs sont faits dans une peau animale, la chèvre.
Le tuyau mélodique (appelé gajdunica, ce qui veut dire « la petite gajda ») possède 7 trous de jeu plus 1 pour le pouce. Le premier trou pour l'index du haut est minuscule. Il est placé à la même hauteur que le trou du pouce. Il est appelé marmorka (ou marmorec, celui qui murmure). On y pose l'index de la main du haut (tandis que le pouce se place derrière sur un trou au même niveau). L'extrémité de la tige d'une plume (ou à un tube métallique extrêmement fin) s'enfonce à l'intérieur (vers le trou du pouce qu'il rejoint presque). Ce trou, par des mouvements très rapides de l'index sert à faire des ornementations et produit des demi tons sur certaines notes.
Le bourdon (ručilo, qui signifie celui qui bourdonne - comme un insecte par exemple) est en 3 parties emboîtées. Il sonne à une octave plus une quinte en dessous (une 12e) de la note la plus grave du tuyau mélodique. Le tuyau d'insufflation s'appelle duhalo (du verbe duham, souffler). Les souches qui relient les tuyaux au réservoir sont appelées glava, ce qui veut dire « tête ». Elles sont placées à l'équivalent de la tête et des pattes antérieures de l'animal. Certaines particularités sont notables :
La gajda de Thrace est faite dans une peau de chevreau. Son tuyau mélodique est légèrement conique. Elle est dite dzura gajda, pour signifier qu'elle est assez aigüe par rapport à celle des Rhodopes. C'est cette gajda qui a été choisie à l'époque communiste (1952 : création de l'Ensemble national de Bulgarie par Filip Kutev) pour faire partie de l'orchestre traditionnel populaire.
La gajda des Rhodopes se différencie par son tuyau mélodique cylindrique et coudé et par sa taille plus imposante : elle est faite dans une peau de chèvre adulte. Le volume d'air permet au sonneur de chanter tout en jouant. Il découpe son chant en couplets, afin de pouvoir souffler dans la cornemuse et entre chaque couplet il introduit un intermède instrumental. Kaba est un mot d'origine turque qui exprime la notion de « majestueux », et par déformation désigne le son grave de cette cornemuse. Ces termes distinguant les deux gajdas existaient mais n'étaient pas tellement employés car cela n'était pas nécessaire. Leur usage s'est imposé à l'époque communiste, pour distinguer les deux instruments dans l'orchestre de musique populaire folklorique.
La gajda de Macédoine : comme la gajda des Rhodopes voisine, elle possède un tuyau mélodique coudé, mais elle est faite comme celle de Thrace dans une peau de chevreau et ses tuyaux sont plus courts si bien que sa tonalité ressemble à cette dernière. L'instrument est le plus souvent joué seul ou accompagnant le chant, essentiellement féminin, ou bien avec la grosse caisse tapan. Traditionnellement la cornemuse est un instrument d'hommes, mais de nos jours les femmes peuvent en jouer, bien que cela reste rare. C'est un instrument qui était très joué à l'occasion des mariages.
La fabrication et la pratique de la cornemuse traditionnelle (gayda/tulum) sont inscrites sur la liste représentative du patrimoine culturel immatériel de l'humanité par l'UNESCO en 2024 à l'initiative de la Macédoine du Nord et de la Turquie.

## Gaïda moldave et roumaine

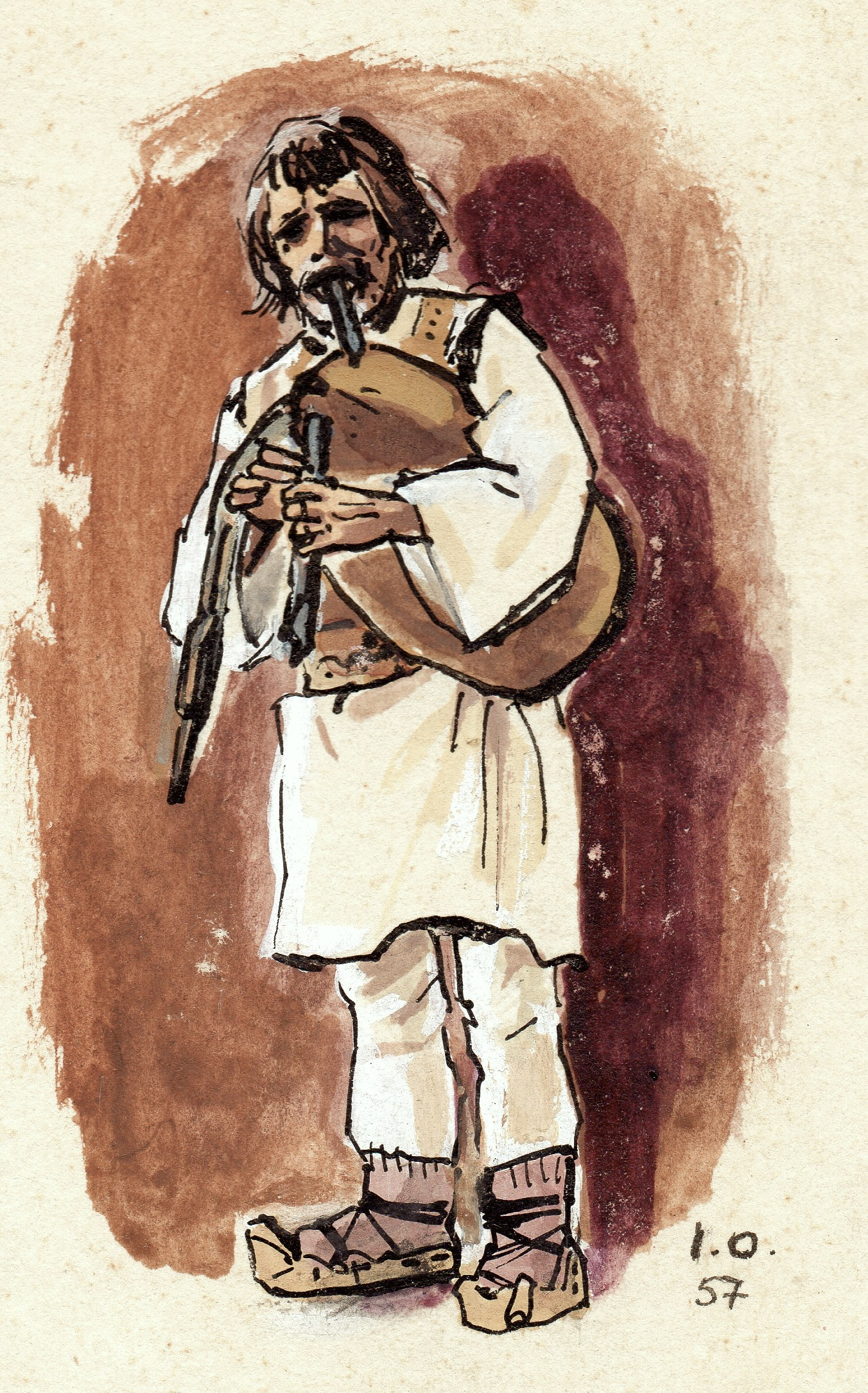
Gheorghe Musuleac, joueur de gaïda roumaine (cimpoi).

Sous le nom de cimpoï, elle est retrouvée dans ces deux pays, en solo ou en duo, avec cymbalum ou toban, ou en taraf (en), accompagnant les danses. Il en existe plusieurs types,. Le cimpoï se compose du burduf (la poche de peau, en général de chèvre, parfois en fourrure, parfois recouverte d'une housse décorée), du suflaciu (bouffoir), de la carabă (chalumeau, de 5 à 8 trous) et du bâzoi (bourdon). On accorde l'instrument selon l'enfoncement des anches dans les tuyaux et leur poids. Le répertoire comprend des chants de bergers, de haïdouks et de noces.

## Gaïda slovaque et tchèque
Sous le nom de gajdy, elle est retrouvée dans ces deux pays, en solo, en duo (avec violon) ou en ensemble, accompagnant les danses. Il en existe plusieurs types. Le gajdy à deux voix comprend une pièce de bois où s'insèrent un tuyau mélodique à sept trous gajdica (chalumeau), un tuyau bourdon huk accordé deux octaves en dessous, un tuyau porte-vent (boufferet) avec une valve empêchant l’air de refluer, et d’un sac en peau d’agneau ou de chevreau retournée. Chaque tuyau sonore est monté d'une anche piskor, taillée dans une petite section de roseau.
Le gajdy à trois voix comprend un tuyau mélodique percé de six trous, un tuyau de contrechant (kontrova) percé d’un seul trou de jeu. Il existe aussi des versions à quatre ou cinq voix. L'accord se fait soit en enfonçant plus ou moins les anches dans les tuyaux, soit en modifiant le poids des anches ou la taille des trous de jeu. Le répertoire est essentiellement pastoral et populaire.